# Liste der Monuments historiques in Joinville-le-Pont
Die Liste der Monuments historiques in Joinville-le-Pont führt die Monuments historiques in der französischen Stadt Joinville-le-Pont auf.

## Liste der Bauwerke
| Bezeichnung         | Beschreibung                    | Standort                | Kennzeichnung | Schutzstatus | Datum | Bild           |
| ------------------- | ------------------------------- | ----------------------- | ------------- | ------------ | ----- | -------------- |
| Château du Parangon | Schloss aus dem 17. Jahrhundert | 68, rue de Paris (Lage) | PA00079882    | Inscrit      | 1976  | weitere Bilder |